# Meherpur Sadar
Meherpur Sadar (en bengali : মেহেরপুর সদর) est une upazila du Bangladesh dans le district de Meherpur. En 1991, on y dénombrait 262 779 habitants.